# Хартмансдорф-Райхенау
Хартмансдорф-Райхенау (нем. Hartmannsdorf-Reichenau) — община в Германии, в земле Саксония, входит в район Саксонская Швейцария — Восточные Рудные Горы, и подчиняется управлению Клингенберг. Население составляет 1084 человека (на 31 декабря 2013 года). Занимает площадь 28,31 км². В состав коммуны входят две деревни: Хартмансдорф и Райхенау.
Община Хартмансдорф-Райхенау была образована 1 января 1994 года, и получила название от вошедших в неё деревень.

## Население
| Год  | Численность | Численность |
| ---- | ----------- | ----------- |
| 2017 | 1039        | [ 1 ]       |
| 2019 | 1018        | [ 5 ]       |
| 2021 | 989         | [ 6 ]       |
| 2022 | 978         | [ 7 ]       |
| 2023 | 979         | [ 2 ]       |

## Галерея
- Хартмансдорф-Райхенау на карте управления и района
- Вид на Райхенау
- Туристические тропы у Хартмансдорфа
- Плотина Ленмюле